# Brusque, Aveyron

Brusque este o comună în departamentul Aveyron din sudul Franței. În 1 ianuarie 2022 avea o populație de 259 de locuitori.